# 420 v. Chr.
Portal Geschichte | Portal Biografien | Aktuelle Ereignisse | Jahreskalender | Tagesartikel

◄ |
6. Jahrhundert v. Chr. |
5. Jahrhundert v. Chr. |
4. Jahrhundert v. Chr. |
►

◄ | 440er v. Chr. | 430er v. Chr. | 420er v. Chr. | 410er v. Chr. |
400er v. Chr. |
►

◄◄ | ◄ | 423 v. Chr. | 422 v. Chr. | 421 v. Chr. | 420 v. Chr. |
419 v. Chr. |
418 v. Chr. |
417 v. Chr. |
► |
►►

## Ereignisse

### Politik und Weltgeschehen
- um 420 v. Chr.: Die Samniten erobern Cumae.

### Wirtschaft
- um 420 v. Chr.: In Bandjeli im heutigen Togo sind Spuren erster Eisenverhüttung in Rennöfen nachweisbar. Der Ort ist wegen seiner Roteisenerzlager bekannt.

## Gestorben
- Kallikrates, griechischer Architekt
- Pissouthnes, persischer Satrap